# Santa Maria Regina dei Minori
Santa Maria Regina dei Minori, tidigare benämnd Corpus Christi, är en kyrkobyggnad i Rom, helgad åt Jungfru Maria och särskilt åt hennes roll som Himmelens drottning. Kyrkan är belägen vid Via Sardegna i Rione Ludovisi och tillhör församlingen San Camillo de Lellis.

## Historia
Kyrkan uppfördes åren 1904–1907 efter ritningar av kapucintertiaren Luigi Senigallia för kapucinklarissornas kloster. Initialt helgades kyrkan åt Corpus Christi, det vill säga Kristi heliga lekamen. År 1954 flyttade kapucinklarissorna till Garbatella och klostret blev då restaurerat av arkitekten Mario Leonardi; kapucinorden gjorde det till sitt moderhus. Fasaden i nyromansk stil har portalbyggnad och rosettfönster. Den enskeppiga interiören uppvisar flera fresker: kapucinbrodern Ugolino da Bellunos Jungfru Maria Himmelens drottning med helgonen Franciskus, Antonius, Bonaventura, Laurentius av Brindisi, Felix av Cantalice, Pius X, Klara och Elisabet av Ungern samt kapucinbrodern Damaso Bianchis Den korsfäste Kristus flankerad av Franciskus och Klara.